# Achyrospermum schimperi
Achyrospermum schimperi là một loài thực vật có hoa trong họ Hoa môi. Loài này được (Hochst. ex Briq.) Perkins mô tả khoa học đầu tiên năm 1907-1908 publ. 1913.